# Austrosimulium mirabile
Austrosimulium mirabile är en tvåvingeart som beskrevs av M. Josephine Mackerras 1948. Austrosimulium mirabile ingår i släktet Austrosimulium och familjen knott. Inga underarter finns listade i Catalogue of Life.